# Филатов, Василий Васильевич
Васи́лий Васи́льевич Фила́тов (1915—1941) — один из членов экипажа самолёта, совершившего огненный таран 24.06.1941.

## Биография
Родился в 1915 году в с. Грязновка ныне Лебедянского района. Окончил Лебедянский педагогический техникум и Качинское авиаучилище (1939). Лейтенант, участник Великой Отечественной войны с первого её дня. Лётчик-наблюдатель, 33-й скоростной бомбардировочный авиационный полк.
Считалось, что первым совершил таран наземной цели экипаж капитана Н. Гастелло. Но историки установили, что ещё раньше совершил огненный таран наземной цели экипаж бомбардировщика под командованием капитана Г. Храпая. В его составе были штурман лейтенант В. Филатов и стрелок-радист старший сержант Г. Тихомиров. Это произошло 24 июня 1941 года в районе города Броды Львовской области.